# BMW R 75/5
BMW R 75/5 – produkowany od 1969 do 1973 dwucylindrowy (bokser) motocykl firmy BMW.

## Konstrukcja
Dwucylindrowy górnozaworowy silnik z jednym wałkiem rozrządu napędzanym kołem zębatym, w układzie bokser o mocy 50 KM. Suche sprzęgło jednotarczowe połączone z 4-biegową, nożnie sterowaną skrzynią biegów. Napęd koła tylnego wałem Kardana. Rama ze spawanych elektrycznie rur stalowych z zawieszeniem wahaczowym obu kół. Z przodu i tyłu zastosowano hamulce bębnowe o średnicy 200 mm.  Prędkość maksymalna 175 km/h.